# Комсомольский (Кореновский район)
Комсомольский — посёлок в Кореновском районе Краснодарского края.
Входит в состав Новоберезанского сельского поселения.

## География
Расположен в 6 км к югу от административного центра поселения — посёлка Новоберезанского.

### Улицы
- ул. 50 лет Октября,
- ул. 50 лет Победы.
- ул. Пионерская.
- ул. Широкая.
- ул. Мира.
- ул. Северная.
- ул. Новая.
- ул. Садовая.
- ул. Зелёная.
- ул. Школьная.
- ул. Дальняя.
- ул. Красноармейская.
- ул. Центральная.
- ул. Комсомольская.
- ул. Лесная.
- пер.Фестивальный
- ул.Советская
- ул, Тихая
- пр. Широкий

## Население
| 2002 | 2010  |
| ---- | ----- |
| 1946 | ↘1869 |